# Château d'eau de Vinohrady
Le Château d'eau de Vinohrady est un ancien bâtiment de gestion de l'eau situé à Prague 10 dans le quartier de Vinohrady. Il abrite actuellement des bureaux. 

## Histoire
Il a été construit en 1882 en style néo-Renaissance selon le projet de l'architecte Antonín Turk. Il faisait partie du système d'approvisionnement en eau de la ville de Vinohrady, qui comprenait la Station d'épuration de Podolí, des réservoirs souterrains, une station de pompage et une tour de réservoir à Vinohrady. Le réservoir souterrain a été achevé en 1891, lorsqu'une nouvelle chaufferie a également été ajoutée. Les pompes originales entraînées par des machines à vapeur dans la station de transfert ont été remplacées par des pompes électriques après 1914.
En 1962, la station de pompage et le réservoir d'eau de la tour, où l'eau était jusqu'alors pompée à partir de réservoirs souterrains, ont été mis hors service et la tour a été transformée en appartements. En 1991, le bâtiment a été déclaré monument culturel. En 1993, une reconstruction a eu lieu et la décoration sculpturale de la tour du bâtiment des eaux a été restaurée. Au dernier étage, à 40 m de hauteur, se trouve une terrasse panoramique qui servait de tour d'observation. 

## Articles liés
- Station d'épuration de Podoli
- Château d'eau de Liben
- Château d'eau de la Vieille Ville
- Château d'eau de Malà Strana